# Вулька-Заторська
Вулька-Заторська (пол. Wólka Zatorska) — село в Польщі, у гміні Затори Пултуського повіту Мазовецького воєводства.
Населення — 86 осіб (2011).
У 1975-1998 роках село належало до Остроленцького воєводства.

## Демографія
Демографічна структура станом на 31 березня 2011 року:
|          | Загалом | Допрацездатний вік | Працездатний вік | Постпрацездатний вік |
| -------- | ------- | ------------------ | ---------------- | -------------------- |
| Чоловіки | 45      | 9                  | 28               | 8                    |
| Жінки    | 41      | 5                  | 27               | 9                    |
| Разом    | 86      | 14                 | 55               | 17                   |